# Municipio de Smackover (condado de Union)
El municipio de Smackover (en inglés: Smackover Township) es un municipio ubicado en el condado de Union en el estado estadounidense de Arkansas. En el año 2010 tenía una población de 2450 habitantes y una densidad poblacional de 27,57 personas por km².

## Geografía
El municipio de Smackover se encuentra ubicado en las coordenadas 33°20′17″N 92°44′30″O / 33.33806, -92.74167. Según la Oficina del Censo de los Estados Unidos, el municipio tiene una superficie total de 88.87 km², de la cual 88.71 km² corresponden a tierra firme y (0.18%) 0.16 km² es agua.

## Demografía
Según el censo de 2010, había 2450 personas residiendo en el municipio de Smackover. La densidad de población era de 27,57 hab./km². De los 2450 habitantes, el municipio de Smackover estaba compuesto por el 72.94% blancos, el 23.39% eran afroamericanos, el 0.41% eran amerindios, el 0.33% eran asiáticos, el 0.12% eran isleños del Pacífico, el 0.73% eran de otras razas y el 2.08% pertenecían a dos o más razas. Del total de la población el 1.31% eran hispanos o latinos de cualquier raza.